# Кремења (Мехединци)
Кремења (рум. Cremenea) насеље је у Румунији у округу Мехединци у општини Тамна. Oпштина се налази на надморској висини од 214 m.

## Становништво
Према подацима из 2002. године у насељу је живело 459 становника, од којих су сви румунске националности.